# Psychopathic Records
Psychopathic Records (второе название — The Hatchet («Топор») (произносится «Сайкопатик Рекордз») — американский  независимый лейбл звукозаписи, расположенный в городе Фармингтон-Хилс, штат Мичиган, который специализируется на выпуске хип-хоп музыки. Лейбл был основан в 1991 году  Алексом Аббиссом и хип-хоп группой Insane Clown Posse.
Помимо выпуска музыки лейбл также имеет несколько дочерних компаний, которые специализируются на продаже атрибутики, съемке видео и  реслинге. Psychopathic Records осуществляет собственное изготовление и распространение атрибутики, имея в штате почти 30 работников на полной занятости. Со времён основания производственная деятельность лейбла всегда была успешной и на сегодняшний день приносит ежегодный доход в среднем около 10 миллионов  долларов США.

## История

### Основание (1991—1993 гг.)
После выпуска в 1991 г. EP Bass-ment Cuts хип-хоп трио из Детройта  Inner City Posse, в состав которого входили Violent J,  2 Dope и Джон Kickjazz (Джон Ютслер), наняли владельца местного музыкального магазина Алекса Аббисса в качестве менеджера своей группы. По совету  Роба Брюса (брата  Джозефа Брюса) группа вместе с Аббиссом решили создать свой собственный лейбл. После спора, какое название лучше: Mad Paperboy (Сумасшедший разносчик газет) Records или Psychopathic Records они выбрали Psychopathic, и вскоре лейбл начал работу в подвале дома мамы Аббисса.. Рисунок, который  Джозеф Ютслер нарисовал на салфетке и известный сейчас как «Hatchetman» («Человек с топором»), стал логотипом компании.
Позже в том же году группа Inner City Posse выпустила свой первый профессионально записанный альбом Dog Beats. Вскоре после выпуска группа поменяла свой стиль, имидж и название, которое теперь звучало как Insane Clown Posse. Они также создали идею «Тёмного карнавала» — понятие, которое подхватили большинство других артистов лейбла и использовали в своём творчестве в течение многих последующих лет. Для повышения конкурентоспособности дебютного альбома Insane Clown Posse было оплачено участие в его записи местных звёзд — Esham'а и Kid Rock'а. Группа и их лейбл начали постепенно набирать популярность в Детройте после выпуска альбомов Carnival of Carnage и Beverly Kills 50187, а также благодаря приложению больших усилий по самостоятельной рекламе. 

### Текучка и расширение (1994—2000 гг.)
В качестве главного продюсера был выбран Майк И. Кларк, а его студия The Fun House стала главной студией звукозаписи. 8 марта 1994 года Insane Clown Posse выпустили альбом «Ringmaster», который к лету разошёлся тиражом 40 000 дисков. Позже в том году лейбл пополнила группа Project Born — первый внешний проект, с которым Psychopathic Records подписали контракт в надежде, что они станут «такими же как Dayton Family». Дебютный альбом группы «Born Dead» плохо продавался и в 1995 году группа покинула лейбл.
Insane Clown Posse подписали контракт с лейблом Battery/Jive Records в 1995 г., но расторгли его в следующем году, поскольку Jive плохо раскручивал их новый альбом "Riddlebox". Спустя день после ухода с Jive и за день до заключения контракта с Hollywood Records Insane Clown Posse выпустили EP "Tunnel of Love" на своём лейбле Psychopathic Records. "The Great Milenko" вышел в 1997 году, но через несколько часов после его выпуска группа узнала, что лейбл Hollywood Records прекратил продажу альбома, несмотря на то, что уже было продано 18 000 дисков, и альбом достиг позиции 63 чарта Billboard 200. Изъятие альбома из продажи вызвало большие разногласия, и многие крупные мейнстрим-СМИ издали репортажи о группе ICP и лейбле Psychopathic Records.
В 1997 году лейбл подписал контракты с рэпером Myzery, с бывшими участниками группы House of Krazees  Джейми Спаньоло и  Полом Метриком и с Blaze Ya Dead Homie. Спаньоло и Метрик создали себе образы Jamie Madrox  и Monoxide Child, назвали свою группу Twiztid и в том же году выпустили первый альбом "Mostasteless". Insane Clown Posse, Twiztid и Blaze также создали  супергруппу Psychopathic Rydas. Во избежание каких-либо судебных процессов для выпуска альбомов этой группы был основан лейбл Joe & Joey Records. Myzery вскоре ушёл с лейбла выпустив один альбом "Para La Isla".
Позже в том же году лейбл Island Records купил права на альбом "'The Great Milenko" у Hollywood Records и подписал контракты с Insane Clown Posse и Twiztid. Island также помог лейблу Psychopathic Records заняться кинобизнесом, вложив 250 000 долларов в съемку полнометражного фильма "Big Money Hustlas", сценарий к которому написал  Джозеф Брюс. Фильм был выпущен 18 июля 2000 года компанией Island Def Jam Music Group при участии Psychopathic Video и Non-Homogenized Productions.
После успешных выступлений в WWF, WCW и ECW Insane Clown Posse в 1999 году основали профессиональный реслинг-промоушен Juggalo Championship Wrestling и создали отдел Psychopathic Sports. В июле 2000 года лейбл Psychopathic Records провёл первый ежегодный фестиваль  Gathering of the Juggalos в Экспо Центре города Нови, штат Мичиган. «Джаггало Вудсток» (как прозвал фест Violent J) собрал более 7000 человек и длился 2 дня. В том же году Insane Clown Posse и Twiztid навсегда вернулись на Psychopathic Records и вскоре лейбл создал свою собственную студию звукозаписи под названием «Lotus Pod». Twiztid выпустили альбом "Freek Show", который занял позицию № 51 чарта Биллборд 200.

### Стабильная работа (2001 г. — до настоящего времени)
В 2001 году дебютировала супергруппа Dark Lotus, в которую входили: Jamie Madrox, Monoxide Child, Violent J, Shaggy 2 Dope, Blaze Ya Dead Homie и рэпер Marz (не являвшийся артистом Psychopathic Records). Позже в том же году Anybody Killa подписал контракт с лейблом. Он одновременно работал над своим сольным альбомом "Hatchet Warrior" и заменял Marz’а в Dark Lotus некоторое время. Рэпер Esham, оказавший основное влияние на творчество группы Insane Clown Posse, также подписал контракт с Psychopathic Records и в следующем году выпустил альбом лучших хитов «Acid Rain».
В 2002 году Jumpsteady выпустил свой дебютный EP «Chaos Theory». На ежегодном фестивале  Gathering of the Juggalos рэпер V-Sinizter победил в конкурсе эмси и подписал контракт с Psychopathic Records на один год. 5 ноября Insane Clown Posse выпустили шестую карту джокера «The Wraith: Shangri-La», который занял 15-е место Биллборда 200. V-Sinizter выпустил альбом «Сезон охоты» в 2003 году, но вскоре покинул лейбл из-за низких продаж. Позже в том же году был подписан контракт с  альтернативной рок-группой Zug Izland, которые сразу же выпустили альбом «Cracked Tiles». Позже специально для группы Zug Izland лейбл Psychopathic открыл экспериментальный подлейбл Ax & Smash Records. В 2004 году группа и лейбл разошлись по взаимному согласию, а подлейбл Ax & Smash Records прекратил существование. После выпуска альбома «Master of the Flying Guillotine» в 2005 году Jumpsteady бросил музыкальную карьеру.
Тем же летом были созданы две супергруппы Soopa Villainz и Drive-By. Первая, в составе Mr. Diamond (Брюс), Mr. Club (Ютслер), Mr. Spade (Esham) и Mr. Heart (Lavel), выпустила альбом «Furious» в августе. Вторая, в составе Blaze и Anybody Killa, выпустила EP «Pony Down» в октябре. Esham и Lavel покинули лейбл в том же месяце, что привело к распаду группы Soopa Villainz. В феврале следующего года Anybody Killa покинул лейбл. Позже в том же году лейбл Psychopathic Records и хип-хоп группа D12, представлявшая  Эминема прекратили вражду, сыграв матч в боулинг.